# Тармак, Юри Аадувич
Ю́ри Аа́дувич Та́рмак (21 июля 1946, Таллин — 22 июня 2022, Таллин) — советский легкоатлет, олимпийский чемпион в прыжках в высоту. Заслуженный мастер спорта СССР (1972), кавалер орденов «Знак Почёта» и Эстонского Красного Креста.

## Биография
В 1975 году окончил экономический факультет Ленинградского государственного университета. Студентом установил рекорд математико-механического факультета по прыжкам в высоту (210 см)
Член КПСС с 1975 года.
Жил в Таллине.

## Карьера
Тренировался у Виктора Вайксаара, Павла Гойхмана.
Отличался стабильностью результатов, в предолимпийском 1971 году в 53 состязаниях «перекидным» стилем стабильно (40 раз) преодолевал планку на высоте выше 2,10 метра.
На Олимпиаде в Мюнхене (1972) выиграл золотую медаль в прыжках в высоту, взяв высоту 2,23 метра и опередив на два сантиметра Штефана Юнге и Дуайта Стоунза.
В 1971 году на чемпионате Европы в помещении выиграл серебро, а в следующем году бронзу.

## Семья
Отец Тармака Ааду Тармак также был легкоатлетом, дважды становился чемпионом СССР (1943 и 1944) в метании диска.